# Loriana Kuka
Loriana Kuka, née le 5 avril 1997, est une judokate kosovare. Luttant dans la catégorie des moins de 78 kg, mi-lourds, elle est médaillée de bronze aux Jeux européens en 2019, puis elle remporte une médaille de bronze mondiale lors des Championnats du monde 2019.

## Palmarès

### Compétitions internationales
| Année | Compétition           | Lieu      | Résultat | Catégorie      |
| ----- | --------------------- | --------- | -------- | -------------- |
| 2018  | Jeux méditerranéens   | Tarragone | 2e       | Moins de 78 kg |
| 2019  | Jeux européens        | Minsk     | 3e       | Moins de 78 kg |
| 2019  | Championnats du monde | Tokyo     | 3e       | Moins de 78 kg |
| 2020  | Championnats d'Europe | Prague    | 3e       | Moins de 78 kg |
| 2021  | Championnats d'Europe | Lisbonne  | 5e       | Moins de 78 kg |
| 2022  | Jeux méditerranéens   | Oran      | 1re      | Moins de 78 kg |

### Tournois Grand Chelem et Grand Prix
| Année | Compétition             | Lieu      | Résultat | Catégorie      |
| ----- | ----------------------- | --------- | -------- | -------------- |
| 2018  | Grand Prix Antalya      | Antalya   | 1re      | Moins de 78 kg |
| 2018  | Grand Prix de Tashkent  | Tashkent  | 1re      | Moins de 78 kg |
| 2019  | Grand Prix Tel Aviv     | Tel Aviv  | 2e       | Moins de 78 kg |
| 2019  | Grand Prix de Marrakech | Marrakech | 2e       | Moins de 78 kg |
| 2019  | Grand Prix Tbilisi      | Tbilisi   | 1re      | Moins de 78 kg |
| 2020  | Grand Slam Budapest     | Budapest  | 3e       | Moins de 78 kg |